# Президентские выборы в Бразилии (1898)
Президентские выборы в Бразилии 1898 года состоялись 1 марта 1898 года. Победу на них одержал кандидат от Республиканской партии штата Сан-Паулу Мануэл Феррас ди Кампус Салис, набравший 90,9 % голосов.

## Результаты
| Кандидат                      | Партия                                 | Голоса  | %    |
| ----------------------------- | -------------------------------------- | ------- | ---- |
| Мануэл Феррас ди Кампус Салис | Республиканская партия штата Сан-Паулу | 420 286 | 90,9 |
| Лауру Содре                   | Республиканская партия штата Парана    | 38 929  | 8,4  |
| Прочие кандидаты              | Прочие кандидаты                       | 3146    | 0,7  |
| Испорченные/пустые бюллетени  | Испорченные/пустые бюллетени           |         | -    |
| Всего                         | Всего                                  | 462 286 | 100  |